# 負けるな!魔剣道
『負けるな!魔剣道』（まけるな!まけんどう）は、1993年1月22日に日本のデータム・ポリスターから発売されたスーパーファミコン用横スクロールアクションゲーム。北米では『Kendo Rage』のタイトルでセタから発売された。

## 概要
妖怪刑事ドロから魔剣像を渡され魔剣道となった主人公の女子高生である剣野舞を操作し、学校に遅刻しないために封印を解かれた妖怪たちを倒す事を目的としている。竹刀による通常攻撃とHPを消費するダッシュ攻撃がある事や時間経過の概念がある事を特徴としている。
開発はアフェクトが行い、ゲーム・デザインおよびプログラムはタイトーのアーケードゲーム『ニンジャキッズ』（1991年）を手掛けた石指武、音楽はバンダイから発売されたスーパーファミコン用ソフト『ウルトラマン』（1991年）を手掛けた和久田貴浩が担当している。
後に続編としてスーパーファミコン用ソフト『負けるな! 魔剣道2』（開発：フューパック）（1995年）、PC-FX用ソフト『負けるな! 魔剣道Z』（開発：フェルインカフェ）（1998年）が発売されたが、本作とはジャンルが異なり対戦型格闘ゲームやロールプレイングゲームとなっている。また、『負けるな! 魔剣道2』はPlayStationにも移植され、こちらの開発は『Z』同様フェルインカフェが手がけた。その他、『2』を原作としたOVAも発売されている。

## ゲーム内容

### システム
オーソドックスな2D横スクロールアクションゲーム。
片道5時間の通学路を登校する女子高生、剣野舞が学校へ行くため通学路にいる妖怪を登校ついでに倒していく。全7ステージで左上に時刻表示があり午前4時から始まり一定時間毎に一分経過し午前9時になるまでに最終ボスマケンポーを倒し学校に登校するとエンディング、遅刻するとバッドエンドとなる。攻撃は竹刀による攻撃とHPを消費するダッシュ攻撃がある。攻撃をしていないと攻撃ゲージが溜まって強力な攻撃が繰り出せる。

### 北米版
キャラクターの名前とストーリーが大きく変更されている。ジョーという名のアメリカ人少女が夏休みに剣道教室に通うために来日し、師匠であるOsaki "Bob" Yoritomo から通学路にいる妖怪を倒してほしいと頼まれる。

## 登場人物
剣野 舞（つるぎの まい）
- 声 - 三石琴乃

『負けるな!魔剣道』の主人公。名門校「美我波破羅学園」に通う女子高生で、天才的な剣道の才能の持ち主。
物凄い山奥に住んでおり、家から学校まで片道5時間もかけて登校している。
ドロさんから授かった魔剣像の力で魔剣道に変身し「午前9時の登校時間に遅刻しないために」妖怪退治を行う。
基本的に自分の身にふりかかる火の粉しか払わない性格なので、2作目は未登場。
2号登場以後は魔剣道1号を名乗る。
剣野 光（つるぎの ひかり）
- 声 - かないみか

舞の妹で、天才的な格闘技センスを持つ女子中学生。『2』では主人公を務める。
ドロさんにおだてられつつ魔拳道2号（別名：マイティマケンドー）として格闘技大会へ参加する。
姉・舞への強いライバル心を持つ。
剣野 沙夜（つるぎの さや）
- 声 - 中山真奈美

光と舞の従姉妹で、アメリカ留学をしていた中学生となり日本に帰国した。
天才的な化学者であり剣野一族の不可思議な力を持つ。妖怪マニアでもあり、そこをドロにそそのかされ魔研道3号（別名：ケミカルマケンドー）に任命された。
『Z』のパーティーキャラの1人であり、マケンドーの衣装を改造し性能強化を行った。
サビィ
光の飼い犬。『2』の妖怪総理大臣決定トーナメントで優勝した光がその座を譲ったため妖怪総理大臣の地位にある。
ドロにその潜在能力を見込まれ変身能力を手に入れ魔犬道4号に任命された。
3号と同じく『Z』のパーティーキャラの1人である。
剣野 雫（つるぎの しずく）
光と舞の母親。
光と舞の知らぬ間にドロに魔剣道に任命され5号、魔々剣道となっていた。
『Z』では仲間に加わる事はなく『Z』の真の姿を現した最終ボスを瞬殺する。
ドロ
- 声 - 堀川りょう

通称・ドロさん。妖怪世界の重犯罪者を追っている妖怪刑事。
『負けるな!魔剣道』では、舞の剣の才能を見込んで（しかも、これ以上遅刻したら留年決定する事実を利用して）妖怪退治を依頼し、同『2』では、舞に妖怪総理大臣を決める格闘技大会への参加を依頼したものの断られた為、妹の光に代わりを頼んだ。同『Z』においても、舞の単位不足を解消する事を約束として舞にマッド博士の起こした面倒な事件の解決を依頼し、3号から5号までの新たな魔剣道を見出した。
マッド博士
- 声 - 龍田直樹（『Z』） / 千葉繁（OVA版）

悪の科学者で、マケンカーの身体を改造した張本人。
マケンロー
- 声 - 山崎和佳奈（『2』） / 丹下桜（ドラマCD）

テニス妖怪。
『負けるな!魔剣道』のボスキャラの一人。「テニスでこの私に挑もうなんて100万年は早くってよ！」と挑発しつつテニスボールを放つ。
倒すためにはボールを撃ち返してマケンローに当てなければいけない。
『負けるな!魔剣道2』ではプレイヤーキャラの一人。前作で舞に敗れ封印されたが、格闘技大会開催の話を聞きつけて、妖怪刑務所を脱獄して参加を決める。
大会参加の動機として舞への復讐の他に、同じく妖怪刑務所に留置されている1作目のマケンポーを妖怪総理大臣の権力で釈放させるとの事だが、その動機には「特別な感情」があるらしい。
なお、1作目は髪形がツインテールだが、2作目では逆立ったショートヘアーに変わっている。
マケンカー
- 声 - 檜山修之

『2』のプレイヤーキャラの一人。本名は「戒名寺 零（かいみょうじ れい）」。悪の組織によって改造人間にされてしまった青年。その権化であるマッド博士（2作目では未登場）に復讐するべく、情報収集の為に大会に参加する。
マサッカー
- 声 - 結城比呂（PS版） /  野島健児（『Z』）

サッカー妖怪。
『負けるな!魔剣道』のボスキャラの一人。画面内をバウンドするサッカーボールを放つ。
『2』ではプレイヤーキャラの一人で、1作目のマサッカーはイトコ（従兄弟）に当たる。妖怪サッカーYリーグを設立する目的で大会に参加する。
マドンナー
- 声 - 國府田マリ子

バレエ妖怪。
『負けるな!魔剣道2』のプレイヤーキャラの一人。自分の舞踊を他の人に見てもらいたいが為に大会に参加する。
キモッタマリリン
- 声 - 江森浩子

『2』のプレイヤーキャラの一人。通称ママリン。
肝っ玉母さんで、万年やられ役のマリリン族の地位向上のために大会に参加する。日用品を利用した攻撃が得意。
なお、ママリンの娘の一人である「サッカリン（声：西原久美子）」はマサッカーの親友兼サポーターを、長男の「ザックリン」はマケンローの従者兼武器を務めている。
マーメイド
- 声 - 掛川裕彦

人魚妖怪。
『2』のプレイヤーキャラの一人。本名は「“マッチョ”マーメイド・ル・フィン」。髭面でマッチョな人魚で、オネエ言葉を話す上、やたら女性を毛嫌いする。素敵な愛の出逢いを求めて大会に参加する。
マッキー
- 声 - 龍田直樹

ゾンビ芸人。
『2』のプレイヤーキャラの一人。本名は「魔鬼死血魔太（まっきーしんじまった）」。生前は売れない芸人で、未練を残して死んだ結果ゾンビとなってしまった。以後、人間界や魔界等、全ての世界に自分の笑いを改めて広める為に大会に参加する。
自前のネタを盛り込んだ少々下劣な技を使う。
マケンポー
- 声 - 銀河万丈

妖怪たちの親玉で、シリーズの最終ボス。
1作目では最後の最後で舞の行く手を阻む。しかもKOするたびに攻撃方法をより凶悪化させて襲ってくる。
2作目では10万年の眠りから覚めたファラオと呼ばれる存在で、1作目のマケンポーは弟に当たる。エジプト拳法を使う。
通常は使用できないが、タイトルで隠しコマンドを使用する事によりプレイヤーキャラとして選択できる。
マネンボー
- 声 - 西原久美子

正式名称は「変身妖怪クリソツマネンボー」。キツネのような姿をしている。
『負けるな!魔剣道』ではボスキャラの一人。魔剣道＝舞を倒して彼女になり代わるべく同じ姿で勝負を挑むが、実は後ろにジッパーがついた着ぐるみである。
『2』では、栗のお面を着用し、素顔を隠している。1作目のマネンボーは仲間に当たる。同キャラ対決になると片方に化けているという設定であり、タイトルで隠しコマンドを使用する事によりプレイヤーキャラとして選択できる。

## スタッフ
- エグゼクティブ・プロデューサー：Tom Shizuma
- アシスタント・プロデューサー：Chuck
- ゲーム・デザイン：Momii Kusakabe
- アシスタント・ゲーム・デザイン：よこやまあさこ、石指武
- プログラミング：石指武、さいとうやすのり
- 音楽：和久田貴浩
- デスク：たかだみゆき
- スペシャル・サンクス：吉川勉、菊地祐一、もりやまゆうじ、TSUNTA

## 評価
ゲーム誌『ファミコン通信』の「クロスレビュー」では、5・7・6・6の合計24点（満40点）、『ファミリーコンピュータMagazine』の読者投票による「ゲーム通信簿」での評価は以下の通りとなっており、20.68点（満30点）となっている。この得点はスーパーファミコン全ソフトの中で149位（323本中、1993年時点）となっている。
| 項目 | キャラクタ | 音楽 | 操作性 | 熱中度 | お買得度 | オリジナリティ | 総合  |
| 得点 | 4.18       | 3.37 | 3.33   | 3.30   | 3.29     | 3.21           | 20.68 |

## シリーズ一覧
- 負けるな!魔剣道（スーパーファミコン） - 1993年1月22日
- 負けるな!魔剣道2 決めろ!妖怪総理大臣（スーパーファミコン） - 1995年3月17日
- 負けるな!魔剣道2（PlayStation） - 1995年11月10日（2010年7月14日よりゲームアーカイブスにて配信開始）
- 負けるな!魔剣道Z（PC-FX） - 1998年3月20日  ※NECホームエレクトロニクスから発売

## 関連商品

### OVA
1995年3月25日、データム・ポリスターから『2』を原作とした30分のOVAがVHSでリリースされた。英題は「"Don't Lose Makendo"」。
スタッフ
- 監督 - 村田和也
- シナリオ - 小松崎康弘
- キャラクター原案 - ANO清水
- キャラクターデザイン・作画監督 - 一石小百合
- 美術監督 - 西倉力
- 撮影監督 - 池上元秋
- 音楽 - 作山功二
- 音響監督 - 三間雅文
- COプロデューサー - 富川亜紀子、青木智子
- プロデューサー - 奥野敏聡、神田修吉
- 制作 - OLM TEAM OTA
- 製作 - データム・ポリスター

主題歌
オープニングテーマ「心にあなたがいるから」
作詞 - 機哉瞭太 / 作曲 - 桑原芳郎 / 編曲 - 栗本修 / 歌 - かないみか
エンディングテーマ「サヨナラじゃない」
作詞 - 機哉瞭太 / 作曲 - 三浦一年 / 編曲 - 栗本修 / 歌 - 三石琴乃

### ドラマCD
『2』を原作としたドラマCD。レーベル「データム・ポリスター」、販売元「ユニバーサル ミュージック」より1995年4月26日リリース。

### 漫画
吉田裕之による漫画は、『コミックマスター』にて連載され、単行本が1巻発行された。

## 備考
- 『2』はファミリーコンピュータMagazineとのコラボレーションであり、スタッフは後に伊集院光深夜の馬鹿力でプロデュースされた変死隊の一員になった。ソフトの宣伝もしたが伊集院光が『週刊ファミ通』読者だったこともあり誰も知らなかった。